# Welterbe in Bhutan

Bhutan hat die Welterbekonvention 2001 ratifiziert. Bislang (Stand 2016) wurde noch keine Stätte in Bhutan in das UNESCO-Welterbe aufgenommen.

## Tentativliste
In der Tentativliste sind die Stätten eingetragen, die für eine Nominierung zur Aufnahme in die Welterbeliste vorgesehen sind. Mit Stand 2016 sind acht Stätten in der Tentativliste von Bhutan eingetragen, die letzte Eintragung erfolgte 2012. Die folgende Tabelle listet die Stätten in chronologischer Reihenfolge nach dem Jahr ihrer Aufnahme in die Tentativliste (K – Kulturerbe, N – Naturerbe, K/N – gemischt).
| Bild                                                                         | Bezeichnung                                                                  | Jahr | Typ | Ref. | Beschreibung |
| ---------------------------------------------------------------------------- | ---------------------------------------------------------------------------- | ---- | --- | ---- | --- |
| (weitere Bilder)                                                             | Antike Ruinen des Drukyel-Dzong (Lage)                                       | 2012 | K   | 5694 | Die antiken Ruinen des Drukyel-Dzong umfassen die ehemalige buddhistische Klosterfestung im Distrikt Paro. Diese wurde 1647 errichtet und diente lediglich der Landesverteidigung ohne administrative oder religiöse Funktionen.                                                                                            |
| Dzongs: Zentren der weltlichen und religiösen Obrigkeiten                    | Dzongs: Zentren der weltlichen und religiösen Obrigkeiten                    | 2012 | K   | 5695 | Auswahl von fünf Dzongs (Klosterburgen): Punakha-Dzong, Wangdue-Phodrang-Dzong, Paro-Dzong, Trongsa-Dzong und Dagana-Dzong |
| Heilige Stätten in Verbindung mit Phajo Druggom Shigpo und seinen Nachfahren | Heilige Stätten in Verbindung mit Phajo Druggom Shigpo und seinen Nachfahren | 2012 | K   | 5696 | Heilige Stätten, die mit Phajo Druggom Shigpo und seinen Nachfahren in Verbindung stehen: Jago-Dzong, Yangthe-Thuwo-Dzong, Taktshang, Tango-Kloster, Gomdra, Thujedra, Draphu Senge gyaltshen, Tshechudra, Tsendong dowaphu, Langthangphu, Sengyephu, Gawaphu, Hungrelkha, Changkhag, Wachen, Dodeyna                       |
| (weitere Bilder)                                                             | Tamshing-Kloster (Lage)                                                      | 2012 | K   | 5697 | Tamshing Lhakang ist ein Kloster des tantrischen Buddhismus und eine Gründung von Pema Lingpa (1450–1521), der als Tertön des Padmasambhava gilt. Heute leben im Kloster etwa hundert Mönche, die sich der Ausbildung der Novizen und der Bevölkerung widmen.                                                               |
| (weitere Bilder)                                                             | Royal-Manas-Nationalpark (Lage)                                              | 2012 | N   | 5698 | Der Royal-Manas-Nationalpark wurde 1966 zunächst als Wildlife Sanctuary ausgewiesen und ist damit das älteste Naturschutzgebiet Bhutans. Hier leben neben den stark gefährdeten Goldlanguren auch Bengaltiger, Asiatische Elefanten, Gaure und Panzernashörner.                                                             |
| (weitere Bilder)                                                             | Jigme-Dorji-Nationalpark (Lage)                                              | 2012 | N   | 5699 | Der Jigme-Dorji-Nationalpark liegt im Nordwesten Bhutans an der Grenze zu China. Mit seinen enormen Höhenunterschieden von 1.400 m bis 7.000 m und acht Vegetationszonen ist er eines der artenreichsten Schutzgebiete des indischen Subkontinents.                                                                         |
| Eingang zum Schutzgebiet (weitere Bilder)                                    | Wildschutzgebiet Bumdeling (Lage)                                            | 2012 | N   | 5700 | Das Wildschutzgebiet Bumdeling liegt im dünn besiedelten Nordosten Bhutans an der Grenze zu China. Im Schutzgebiet leben etwa 100 verschiedene Säugetierarten, 432 Vogelarten, 45 Amphibien- und Reptilienarten, 7 Fischarten, 130 Schmetterlingsarten und 29 Libellenarten.                                                |
| BW                                                                           | Wildschutzgebiet Sakteng (Lage)                                              | 2012 | N   | 5701 | Das Wildschutzgebiet Sakteng liegt im Osten Bhutans an der Grenze zu Indien. Zu den dort lebenden Säugetieren gehören Leoparden, Rohrkatzen, Rothunde, Kragenbären, Himalaya-Seraue, Himalaya-Moschustiere, Westliche Kleine Pandas und Kappenlanguren. Im Jahr 2020 erhob die Volksrepublik China Anspruch auf das Gebiet. |